# Răng sữa
Răng sữa, còn gọi là răng trẻ em, răng tạm thời, hiện nay gọi phổ biến là răng nguyên thủy, là bộ răng đầu tiên trong quá trình phát triển tăng trưởng ở người và động vật hữu nhũ khác có hai bộ răng. Răng sữa mọc lên trong giai đoạn phôi thai phát triển và nhú mọc, răng trở nên hiện hữu rõ trong miệng giai đoạn trẻ sơ sinh. Răng thường bị rụng mất và thay thế bằng răng vĩnh viễn, nhưng khi thiếu vắng đi trong quá trình thay thế vĩnh cửu, có thể duy trì chức năng trong nhiều năm.

## Giai đoạn mọc răng sữa

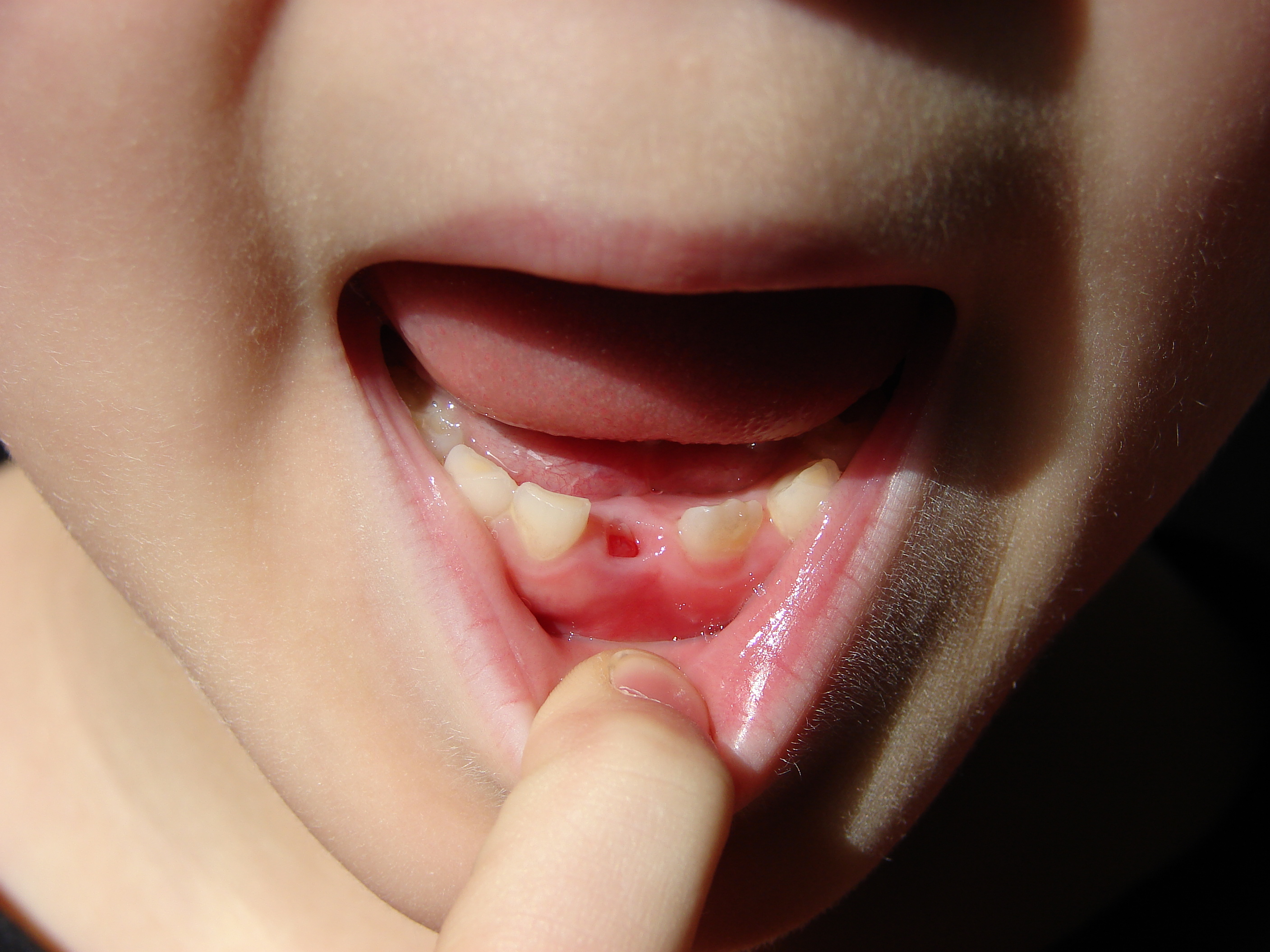
Răng dưới của em bé bảy tuổi, cho thấy răng sữa (trái), một răng sữa bị mất (giữa) và một răng vĩnh viễn mọc lên đầy đủ (phải)

Răng sữa bắt đầu hình thành trong giai đoạn phôi thai của thai kỳ. Sự phát triển của răng sữa bắt đầu từ tuần thứ sáu khi răng phát triển như phiến răng mỏng. Quá trình này bắt đầu ở kỳ giữa và sau đó trải rộng trở lại vào kỳ sau. Bởi thời gian phôi thai được tám tuần tuổi, có mười mầm răng trên vòm trên và dưới, cuối cùng sẽ trở thành răng sữa. Răng sẽ tiếp tục hình thành cho đến khi mọc răng trong miệng. Bộ răng chính có tổng cộng 20 răng: 5 răng ở mỗi góc phần tư và 10 răng trên vòm miệng. Đợt mọc răng bắt đầu khi trẻ 6 tháng tuổi và tiếp tục cho đến khi 25-33 tháng tuổi trong giai đoạn răng nguyên thủy. Thông thường, những chiếc răng đầu tiên nhìn thấy trong miệng là răng cửa trung tâm hàm dưới và cuối cùng là răng hàm trên thứ hai.
Bộ răng nguyên thủy tạo thành răng cửa trung tâm, răng cửa bên, răng nanh, răng hàm đầu tiên, và răng hàm thứ cấp; một răng ở mỗi góc phần tư, khiến có tổng cộng bốn của mỗi răng. Tất cả được dần dần thay thế bằng một bản sao vĩnh cửu, ngoại trừ răng hàm nguyên thủy đầu tiên và thứ hai; chúng được thay thế bằng răng tiền hàm. Số răng này được xác định trong Hệ thống thứ bậc răng phổ thông bằng các chữ cái viết hoa A đến T. Việc thay thế răng sữa bắt đầu khoảng sáu tuổi, khi răng vĩnh viễn bắt đầu xuất hiện trong miệng, dẫn đến răng hỗn hợp. Răng vĩnh viễn mọc lên gây ra tái hấp thu rễ, nơi mà răng vĩnh viễn đẩy vào rễ răng sữa, gây ra hiện tượng rễ được hòa tan bằng tế bào hủy răng (cũng như xung quanh xương ổ răng bằng tế bào hủy răng) và trở nên hấp thụ bởi hình thành răng vĩnh viễn. Quá trình rụng răng sữa và thay thế chúng bằng răng vĩnh viễn được gọi là tẩy da chết. Hiện tượng này có thể kéo dài từ sáu tuổi đến mười hai tuổi. Mười hai tuổi thường chỉ còn lại răng vĩnh viễn.
Độ tuổi mọc răng sữa:
- Răng cửa trung tâm: 6–12 tháng
- Răng cửa hai bên: 9–16 tháng
- Răng hàm đầu tiên: 13–19 tháng
- Răng nanh: 16–23 tháng
- Răng hàm thứ hai: 22–33 tháng